# La infamia (serie de TV)
La infamia (título original Three Girls) es una serie de televisión británica escrita por la guionista Nicole Taylor y dirigida por Philippa Lowthorpe. Se estrenó en 2017 en la cadena de televisión británica BBC One.
La serie, una coproducción entre BBC Studios y Studio Lambert, narra los acontecimientos reales que rodearon la red de abuso sexual de chicas menores de edad de Rochdale, y describe cómo las autoridades no investigaron las denuncias de violación porque las víctimas fueron percibidas como testigos no fiables, mientras que las autoridades locales no investigaron por miedo a ser percibidos como racistas debido al origen étnico de los agresores.
En español se pueden ver los tres episodios en el canal de Radio Televisión Española RTVE Play. Un documental de la BBC sobre el caso, The Betrayed Girls, se emitió el 3 de julio de 2017 como continuación del drama.

## Argumento
La historia se cuenta desde el punto de vista de tres de las víctimas: Holly Winshaw (Molly Windsor), de catorce años, Amber Bowen (Ria Zmitrowicz), de dieciséis, y su hermana menor, Ruby (Liv Hill); aunque luego el foco se desplaza hacia la trabajadora de la salud sexual Sara Rowbotham (Maxine Peake), que se convirtió en la principal denunciante que llamó la atención sobre el caso tras reiteradas súplicas de ayuda a los servicios sociales y a la policía que cayeron en saco roto.
DC Margaret Oliver (Lesley Sharp), la investigadora principal del caso, logra obtener el apoyo de su oficial superior, Sandy Guthrie (Jason Hughes) para instigar una investigación en toda regla. Sin embargo, a pesar de la evidencia significativa, el CPS decidió abandonar el caso debido a una "perspectiva poco realista de condena". Después de que Margaret convence a Amber Bowen para que testifique contra su exnovio, Tariq (Wasim Zakir), el caso es reabierto por el fiscal recién nombrado Nazir Afzal (Ace Bhatti), quien con la ayuda de la policía y las víctimas involucradas, logra asegurar condenas contra diez hombres involucrados en la red.
Rowbotham, Oliver y Afzal trabajaron como asesores en la serie.

## Reparto
- Maxine Peake como Sara Rowbotham

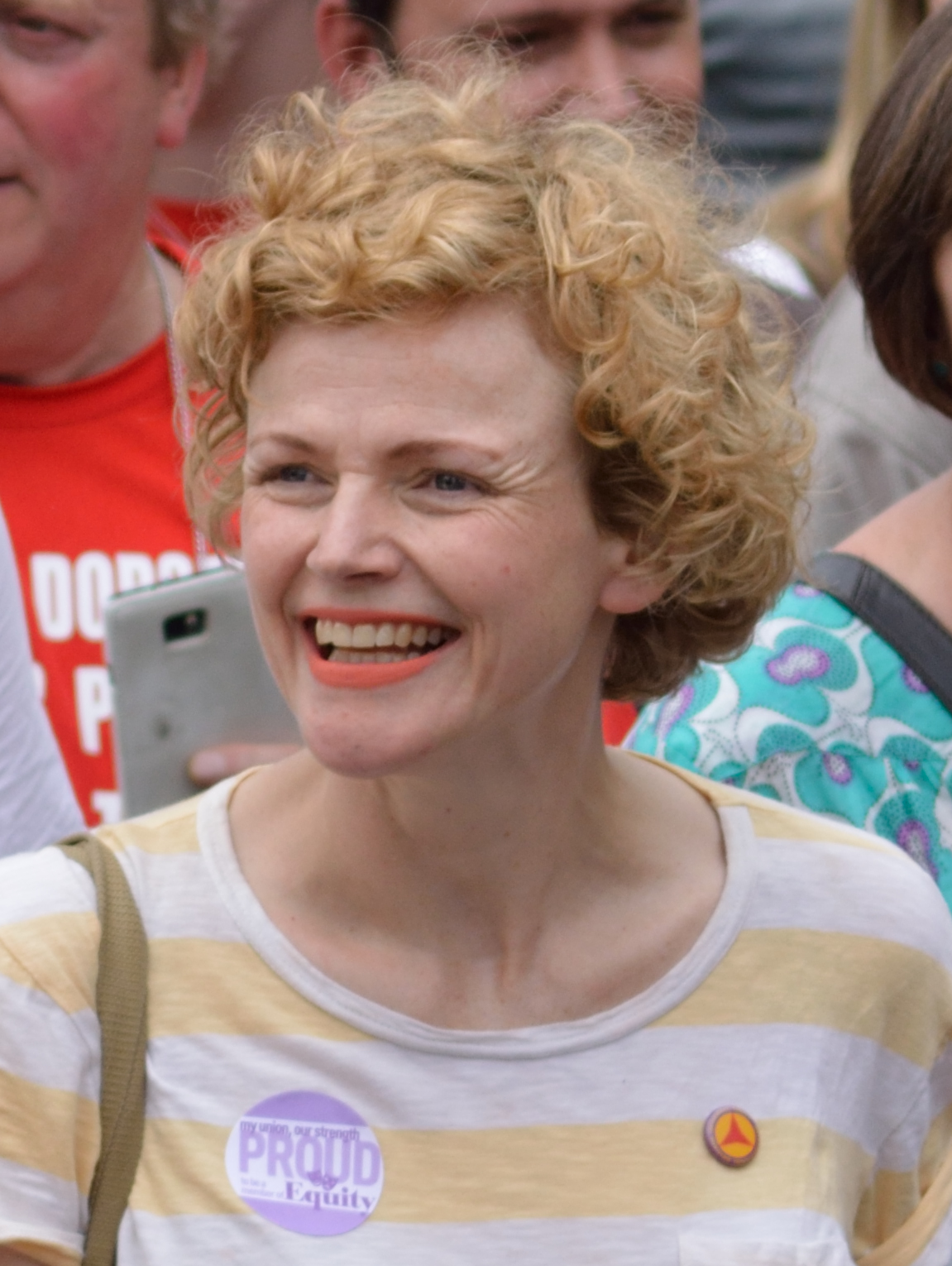
Maxine Peake, Tolpuddle, 2016

- Lesley Sharp como DC Margaret Oliver
- Molly Windsor como Holly Winshaw
- Ria Zmitrowicz como Amber Bowen
- Liv Hill como Ruby Bowen
- Ace Bhatti como Nazir Afzal
- Paul Kaye como Jim Winshaw
- Jill Halfpenny como Julie Winshaw
- Bo Bragason como Rachel Winshaw
- Lisa Riley como Lorna Bowen
- Naomi Radcliffe como Yvonne
- Jason Hughes como DC Sandy Guthrie
- Rupert Procter como DC Jack Harrop
- Ross Anderson como PC Richard Bryan
- Antonio Aakeel como Immy
- Wasim Zakir como Tariq
- Zee Sulleyman como Billy
- Simon Nagra como papá

## Premios
| Año  | Premios                                 | Categoría                                          | Receptor           | Resultado | Ref.   |
| ---- | --------------------------------------- | -------------------------------------------------- | ------------------ | --------- | ------ |
| 2017 | WFTV Awards                             | The Deluxe Director Award                          | Philippa Lowthorpe | Ganadora  | [ 11 ] |
| 2017 | Festival de la Fiction TV Awards        | Premio especial del jurado para la ficción europea | Three Girls        | Ganadora  |        |
| 2018 | British Academy Television Awards       | Mejor Mini-Series                                  | Three Girls        | Ganadora  | [ 12 ] |
| 2018 | British Academy Television Awards       | Mejor actriz                                       | Molly Windsor      | Ganadora  | [ 12 ] |
| 2018 | British Academy Television Awards       | Best Supporting Actress                            | Liv Hill           | Nominada  | [ 12 ] |
| 2018 | British Academy Television Craft Awards | Mejor dirección de ficción                         | Philippa Lowthorpe | Ganadora  | [ 13 ] |
| 2018 | British Academy Television Craft Awards | Mejor escritor de ficción                          | Nicole Tyler       | Ganadora  | [ 13 ] |
| 2018 | British Academy Television Craft Awards | Best Editing in Fiction                            | Úna Ní Dhonghaíle  | Ganadora  | [ 13 ] |
| 2018 | Irish Film & Television Awards          | Editing                                            | Úna Ní Dhonghaíle  | Ganadora  | [ 14 ] |
| 2018 | RTS Programme Awards - West of England  | MejorTelevision Drama                              | Three Girls        | Ganadora  | [ 15 ] |
| 2018 | RTS Programme Awards - West of England  | Mejor dirección                                    | Philippa Lowthorpe | Ganadora  | [ 15 ] |
| 2018 | RTS Programme Awards                    | Mini-Series                                        | Three Girls        | Ganadora  | [ 16 ] |
| 2018 | RTS Programme Awards                    | Writer Award - Drama                               | Nicole Taylor      | Ganadora  | [ 16 ] |
| 2018 | RTS Programme Awards                    | Break through Award - On Screen                    | Molly Windsor      | Nominada  | [ 16 ] |
| 2018 | Broadcasting Press Guild                | MejorSingle Drama/Miniseries                       | Three Girls        | Ganadora  | [ 17 ] |
| 2018 | UK Broadcast Awards                     | Mejor Drama Series or Serial                       | Three Girls        | Ganadora  | [ 18 ] |